# R&B singly na prvním místě v roce 1980 (USA)
Toto je seznam písní, které se umístily na #1 příčce žebříčku R&B Singles (tehdy Hot Soul Singles).  
| Období        | Píseň                                    | Umělec               |
| 5. ledna      | Rock with You                            | Michael Jackson      |
| 12. ledna     | Rock with You                            | Michael Jackson      |
| 19. ledna     | Rock with You                            | Michael Jackson      |
| 26. ledna     | Rock with You                            | Michael Jackson      |
| 2. února      | Rock with You                            | Michael Jackson      |
| 9. února      | Rock with You                            | Michael Jackson      |
| 16. února     | Second Time Around                       | Shalamar             |
| 23. února     | Special Lady                             | Ray, Goodman & Brown |
| 1. března     | And The Beat Goes On                     | The Whispers         |
| 8. března     | And The Beat Goes On                     | The Whispers         |
| 15. března    | And The Beat Goes On                     | The Whispers         |
| 22. března    | And The Beat Goes On                     | The Whispers         |
| 29. března    | And The Beat Goes On                     | The Whispers         |
| 5. dubna      | Stomp!                                   | The Brothers Johnson |
| 12. dubna     | Stomp!                                   | The Brothers Johnson |
| 19. dubna     | Don't Say Goodnight (It's Time for Love) | The Isley Brothers   |
| 26. dubna     | Don't Say Goodnight (It's Time for Love) | The Isley Brothers   |
| 3. května     | Don't Say Goodnight (It's Time for Love) | The Isley Brothers   |
| 10. května    | Don't Say Goodnight (It's Time for Love) | The Isley Brothers   |
| 17. května    | Let’s Get Serious                        | Jermaine Jackson     |
| 24. května    | Let’s Get Serious                        | Jermaine Jackson     |
| 31. května    | Let’s Get Serious                        | Jermaine Jackson     |
| 7. června     | Let’s Get Serious                        | Jermaine Jackson     |
| 14. června    | Let’s Get Serious                        | Jermaine Jackson     |
| 21. června    | Let’s Get Serious                        | Jermaine Jackson     |
| 28. června    | Take Your Time (Do It Right) [Part 1]    | The S.O.S. Band      |
| 5. července   | Take Your Time (Do It Right) [Part 1]    | The S.O.S. Band      |
| 12. července  | Take Your Time (Do It Right) [Part 1]    | The S.O.S. Band      |
| 19. července  | Take Your Time (Do It Right) [Part 1]    | The S.O.S. Band      |
| 26. července  | Take Your Time (Do It Right) [Part 1]    | The S.O.S. Band      |
| 2. srpna      | One In A Million You                     | Larry Graham         |
| 9. srpna      | One In A Million You                     | Larry Graham         |
| 16. srpna     | Upside Down                              | Diana Ross           |
| 23. srpna     | Upside Down                              | Diana Ross           |
| 30. srpna     | Upside Down                              | Diana Ross           |
| 6. září       | Upside Down                              | Diana Ross           |
| 13. září      | Give Me The Night                        | George Benson        |
| 20. září      | Give Me The Night                        | George Benson        |
| 27. září      | Give Me The Night                        | George Benson        |
| 4. října      | Funkin' for Jamaica                      | Tom Browne           |
| 11. října     | Funkin’ For Jamaica                      | Tom Browne           |
| 18. října     | Funkin’ For Jamaica                      | Tom Browne           |
| 25. října     | Funkin’ For Jamaica                      | Tom Browne           |
| 1. listopadu  | Master Blaster (Jammin’)                 | Stevie Wonder        |
| 8. listopadu  | Master Blaster (Jammin’)                 | Stevie Wonder        |
| 15. listopadu | Master Blaster (Jammin’)                 | Stevie Wonder        |
| 22. listopadu | Master Blaster (Jammin’)                 | Stevie Wonder        |
| 29. listopadu | Master Blaster (Jammin’)                 | Stevie Wonder        |
| 6. prosince   | Master Blaster (Jammin’)                 | Stevie Wonder        |
| 13. prosince  | Master Blaster (Jammin’)                 | Stevie Wonder        |
| 20. prosince  | Celebration                              | Kool & the Gang      |
| 27. prosince  | Celebration                              | Kool & the Gang      |